# David Teles
David Miguel Delfino Teles (sinh ngày 23 tháng 5 năm 1998 ở Elvas) là một cầu thủ bóng đá người Bồ Đào Nha thi đấu cho Académica de Coimbra, ở vị trí tiền vệ.

## Sự nghiệp bóng đá
Vào ngày 23 tháng 7 năm 2017, Teles có màn ra mắt cho Académica de Coimbra trong trận đấu tại Cúp Liên đoàn bóng đá Bồ Đào Nha 2017–18 trước Arouca.